# الحق في المعرفة
يتيح الحق في المعرفة تمكين «الأفراد عبر السماح لهم بالمشاركة بطريقة غير رسمية في القرارات التي تؤثر عليهم ومحاسبة الحكومة وغيرها». يسعى هذا الحق إلى إتاحة المعلومات للجميع بصفتها أسسًا جوهرية لمجتمعات المعرفة الشاملة.
في إطار القانون البيئي للمجتمع وأماكن العمل في الولايات المتحدة، يعد حق الفرد في معرفة المواد الكيميائية التي قد يتعرض لها في حياته اليومية أحد المبادئ القانونية. يعتبر هذا الحق منصوصًا عليه في القانون الفيدرالي في الولايات المتحدة بالإضافة إلى القوانين المحلية في عدة ولايات. تتخذ قوانين «الحق في المعرفة» شكلين اثنين: أولهما حق المعرفة في المجتمع والآخر حق المعرفة في مكان العمل. يحفظ كل منهما حقوقًا معينة لهاتين المجوعتين. أُدرج مفهوم «الحق في المعرفة» في كتاب راشيل كارسون بعنوان الربيع الصامت.
تشترك الأمراض البيئية في سماتها مع الأمراض الشائعة. على سبيل المثال، تشمل أعراض التعرض للسيانيد الوهن والصداع والغثيان والتشوش والدوار والنوبات والسكتة القلبية وفقدان الوعي. يتضمن كل من الإنفلونزا والداء القلبي الأعراض نفسها. يعد السيانيد أحد أكثر المواد المعروفة سمية، ويؤدي التكتم على التعرض له إلى تشخيص طبي خاطئ وغير فعال وبالتالي علاج خاطئ.

## أستراليا
يعد الحق في المعرفة فيما يتعلق بمعلومات المخاطر البيئية محميًا بموجب القانون الأسترالي، ويرد ذكره في وزارة الاستدامة والبيئة والمياه والسكان والمجتمعات.
يعد الحق في المعرفة فيما يتعلق بمعلومات مخاطر مكان العمل محميًا بموجب القانون الأسترالي، ويرد ذكره في وكالة العمل الآمن في أستراليا ونظام معلومات المواد الخطرة.

## كندا
يعد الحق في المعرفة فيما يتعلق بمعلومات مخاطر مكان العمل محميًا بموجب القانون الكندي، ويرد ذكره في حقوق العمل.
يعد الحق في المعرفة فيما يتعلق بمعلومات المخاطر البيئية محميًا بموجب القانون الكندي، ويرد ذكره في بيئة كندا.

## أوروبا
تتكون أوروبا من العديد من البلدان، ولكل منها قوانينها الخاصة. تؤمن المفوضية الأوروبية وصولًا مركزيًا إلى معظم المعلومات المتعلقة بالقوانين والوكالات التنظيمية الفردية.
يُتولى الحق في المعرفة فيما يتعلق بالمخاطر البيئية من قبل مديرية البيئة التابعة للمفوضية الأوروبية ووكالة البيئة الأوروبية.
- المفوضية الأوروبية، البيئة.[10]
- وكالة البيئة الأوروبية (إي إي أيه).[11]

يُتولى الحق في المعرفة فيما يتعلق بمخاطر مكان العمل من قبل الوكالة الأوروبية للصحة والسلامة.
- الوكالة الأوروبية للصحة والسلامة في العمل.[12]

## الماضي والمستقبل
جاء الدافع نحو إتاحةٍ أكبر للمعلومات من الأحداث التي تسببت بمقتل العديد من الأفراد وعرضت آخرين للسموم، منها كارثة بوبال في الهند في ديسمبر عام 1984. خرجت سحابة من الميثيل إيزوسيانات من أحد المصانع في كارثة بوبال نتيجة الإهمال، وقُتل على إثرها 2000 شخصًا وتأذى عدد أكبر. عُرف المصنع بسجل أمانه السيئ وافتقاره إلى خطة طوارئ أو إخلاء قبل الكارثة. أدت قلة الوعي والمعرفة في المجتمع حول المخاطر إلى هذه الكارثة، والتي كان بالإمكان تفاديها.
صدر بعد فترة وجيزة قانون التخطيط للطوارئ والحق في المعرفة عام 1986، والذي قدمه أساسًا هنري واكسمان، وهو ديموقراطي من كاليفورنيا. مثل هذا القانون الخطوة الرسمية الأولى في مساعدة الناس على أن يصبحوا أكثر علمًا بمجال ملوثات الشركات وأفعالها. فرض القانون على المنشآت الصناعية على امتداد الولايات المتحدة أن تتيح المعلومات حول الانبعاثات السنوية المواد الكيميائية السامة. تتاح البيانات المجموعة عبر جرد إطلاق المواد السامة (تي آر آي) الخاص بوكالة حماية البيئة، والذي يعد مفتوحًا أمام المعرفة العامة. لوحظ أن هذا الأمر يمثل خطوة في الاتجاه الصحيح، ولكن توجب إطلاق أرطال فقط من الملوثات الفردية نتيجة لهذا القانون. لم يفرض القانون مشاركة أي معلومات عن السمية والانتشار والتداخل مع العامة.
في السنوات اللاحقة، توصلت العامة إلى طرق أكثر للوصول إلى المعلومات التي حجبتها الشركات المطلقة لتلوث زائد. يعد توكسيك 100 شكلًا من أشكال المعلومات الأحدث، وهو قائمة تشمل مئة شركة صناعية ملوثة للهواء في الولايات المتحدة مصنفة حسب كمية التلوث التي تنتجها وسمية الملوثات. تُحدد البيانات من قبل معهد أبحاث الاقتصاد السياسي (بّيري) وتخضع لحسابات تتضمن عواملًا مثل الرياح التي تحمل التلوث وارتفاع المداخن ومدى تأثيرها في التجمعات القريبة.